# Hans Gnann

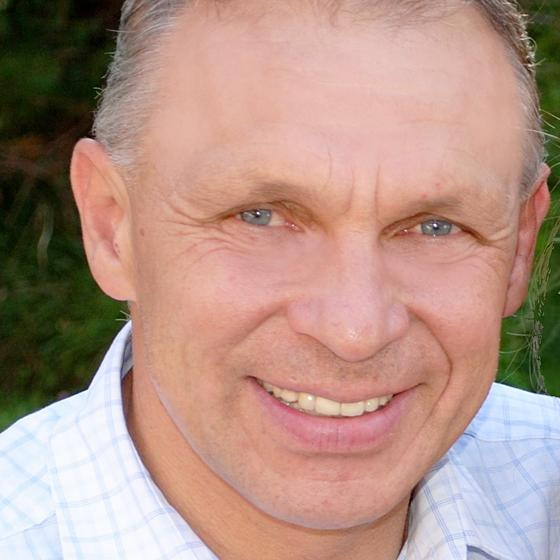
Hans Gnann (2011)

Hans Gnann (* 19. Juli 1958 in Reichenbach; † 8. Mai 2022) war Sänger, Songwriter und Christ.

## Leben
Hans Gnann wuchs in Reichenbach bei Bad Schussenried auf. Nach seiner Schulausbildung absolvierte er eine Ausbildung im Bereich Steuerungselektronik. Nach seiner Ausbildung begann er eine weltweite Außendiensttätigkeit bei der Firma Liebherr.
Hans Gnann machte nach eigenen Angaben mehrere Gotteserfahrungen, was ihn dazu bewegte, seine Arbeitsstelle zu kündigen und die ICPE Evangelisationsschule zu besuchen. Anschließend durchlief er eine Leiterschaftsschule und hatte Missionseinsätze in Afrika und Asien.
Er leitete einen Bibel- und Gebetskreis in Kelheimwinzer. Neben dieser Tätigkeit war Hans Gnann im Diözesanteam der charismatischen Erneuerung (Charismatische Bewegung) in der Diözese Regensburg tätig und führte Glaubenskurse, Gebetskreise, Exerzitien, Segnungs- und Lobpreis-Gottesdienste, Benefizkonzerte, Familientage und Jugendwochenenden durch.
Hans Gnann war ein über Deutschlands Grenzen hinaus bekannter Lobpreismusiker. Mit eigenen Kompositionen und Texten produzierte er mehrere CDs.
Im Jahr 2014 startete Hans Gnann die Initiative “Strahlende Kinderaugen Kenia”, die vom Verein “Leben im Licht e.V.” verwaltet wird. Zudem unterstützte Hans Gnann das Projekt “EWM-Ein Herz für Indien e.V.”.
Zuletzt wohnte er mit seiner Frau Magdalena und seinem Sohn Daniel in Hemau bei Regensburg.

## Diskografie
- Glaube, Hoffnung, Liebe
- Wind des Geistes
- Wie von Flügeln getragen
- Wie von Flügeln getragen – Instrumental

## Liederbücher
- Lobpreislieder von Hans Gnann (Noten und Texte zur CD „Wie von Flügeln getragen“)
- Lobpreislieder von Hans und Magdalena Gnann (Noten und Texte zu den CDs „Glaube, Hoffnung, Liebe“ und „Wind des Geistes“)